# Stadio Renato Dall’Ara
Stadio Renato Dall’Ara – wielofunkcyjny stadion sportowy znajdujący się w Bolonii we Włoszech.
Swoje mecze rozgrywa na nim zespół Bologna FC. Jego pojemność wynosi 39 444.
Budowa stadionu pierwotnie znanego jako „Littoriale” rozpoczęła się w 1925 roku. Pierwszy oficjalny mecz na stadionie odbył się 29 maja 1927 roku pomiędzy reprezentacjami Włoch i Hiszpanii.
W 1983 roku stadion otrzymał imię Renato Dall’Ara, byłego prezydenta klubu Bologna FC 1909. Stadion został rozbudowany i zmodernizowany na Mistrzostwa Świata w piłce nożnej w 1990 roku.
Stadion Renato Dall’Ara znajduje się w bolońskiej dzielnicy Costa Saragozza.
Obecnie oprócz imprez i zajęć sportowych na stadionie odbywają się również liczne koncerty.